# Christian Riesbeck

Wappen von Christian Riesbeck

Christian Heribert Riesbeck CC (* 7. Februar 1970 in Montreal) ist ein kanadischer Geistlicher und römisch-katholischer Bischof von Saint John, New Brunswick.

## Leben
Riesbecks Vater Heribert wanderte als junger Mann aus dem hessischen Dorf Kassel nach Kanada aus. Christian Riesbeck trat in das Priesterseminar in Toronto ein und empfing am 12. Oktober 1996 durch Erzbischof Marcel André Gervais das Sakrament der Priesterweihe für das Erzbistum Ottawa. Im Jahr 2003 wurde er in die kurz zuvor anerkannte Priestergemeinschaft der Companions of the Cross (CC) inkardiniert.
An der Saint Paul University in Ottawa erwarb er das Lizenziat im Fach Kanonisches Recht. Er war sieben Jahre lang Pfarrer der Gemeinde Queen of Peace in Houston, Texas, und seit 2010 Kanzler des Erzbistums Ottawa.
Am 7. Januar 2014 ernannte ihn Papst Franziskus zum Titularbischof von Tipasa in Numidia und zum Weihbischof in Ottawa. Die Bischofsweihe spendete ihm der Erzbischof von Ottawa, Terrence Thomas Prendergast SJ, am 19. März desselben Jahres. Mitkonsekratoren waren Alterzbischof Marcel André Gervais und der Erzbischof von Gatineau, Paul-André Durocher.
Am 15. Oktober 2019 ernannte ihn Franziskus zum Bischof von Saint John, New Brunswick. Die Amtseinführung fand am 9. Dezember desselben Jahres statt.